# Thulani Serero
Thulani Caleb Serero, född 11 april 1990 i Soweto, är en sydafrikansk fotbollsspelare som spelar för den nederländska klubben Al Jazira. 
Innan övergången till Ajax spelade Serero i den sydafrikanska akademin för Ajax, Ajax Cape Town.

## Klubbkarriär
Serero spelade som ungdom i klubbarna Senaoane Gunners och Ajax Cape Town FC. Säsongen 2008 flyttades Serero upp från Ajax Cape Towns ungdomslag till A-laget. I A-laget spelade han 3 säsonger, 63 matcher och gjorde på den tiden 16 mål. Under hands sista säsong i klubben gjorde han 10 av dessa mål. Den 22 maj 2011 skrev han på kontrakt med AFC Ajax, enligt honom var det 'en dröm som blivit sann'. Hans första mål för Ajax gjorde han i matchen mot NAC Breda den 25 augusti 2012.

## Landslagskarriär
Serero gjorde sin landslagsdebut för Sydafrika den 9 februari 2011, detta i en träningsmatch mot Kenya som slutade 2–0.